# Marel
Marel, sinds 2025 JBT Marel en eerder Marel Food Systems, is een IJslands bedrijf dat zich bezighoudt met de productie van machines voor de verwerking van levensmiddelen. Het hoofdkwartier is gevestigd te Garðabær.

## Activiteiten
Marel ontwikkelt, produceert, installeert en services machines en installaties voor de verwerking van pluimvee, vlees, vis en plantaardige proteïne. Pluimvee en vlees vertegenwoordigen samen zo'n 70% van de omzet in 2023.
Het bedrijf is wereldwijd actief en de helft van de omzet wordt gerealiseerd in Europa, het Midden-Oosten en Afrika. Het omzetaandeel van Noord- en Zuid-Amerika is zo'n 40%. In 2023 heeft het bedrijf ongeveer 7800 mensen in dienst.
De aandelen van Marel staan genoteerd aan de beurs van Reykjavik, en sinds 2019 ook aan Euronext Amsterdam. Met deze notering wil Marel zijn internationale bekendheid vergroten.

## Geschiedenis
De geschiedenis van het bedrijf begon in 1977 met twee IJslandse ingenieurs die weegschalen construeerden voor de controle van de productie in visverwerkende bedrijven. Het bedrijf Marel werd opgericht te Reykjavik in 1983. Hierbij speelden de co-operatieve visbedrijven een belangrijke rol. In 1985 werd de eerste weegschaal verkocht en begon ook de export naar Noorwegen. In 1986 werd een filiaal te Halifax geopend. De weegschalen waren bedoeld voor gebruik op vissersschepen.
In 1987 begon men ook kipsorteermachines te exporteren, terwijl de visweegschalen al in vele landen werden toegepast. Later bouwde men ook diverse vissorteermachines. Hierbij werd in 1991 ook automatische patroonherkenning toegepast. In 1996 kwamen ook machines die op kleur konden sorteren. Vooral ook in Rusland had men een groot afzetgebied.
In 1997 werd het Deense bedrijf 'Carnitech' overgenomen, een bouwer van vleesverwerkende machines.
In 2006 werd de Deense concurrent Scanvaegt International AS overgenomen. Met deze overname verdubbelde de omzet en nam het aanbod van diensten toe. Inclusief Scanvaegt telde de Marel Group zo'n 2000 werknemers, waarvan 795 in Denemarken, 350 in IJsland en 380 in het Verenigd Koninkrijk. In 2008 ging de internationale expansie verder met de overname van de divisie kippenslachtmachines van het Nederlandse bedrijf Stork. 
Vanaf 7 juni 2019 staan de aandelen ook genoteerd aan de Euronext Amsterdam.
In september 2020 werd bekend dat Marel het Duitse Treif Maschinenbau, een leverancier van snijtechnologie voor levensmiddelen, over gaat nemen. Marel betaalt de overname met 128 miljoen euro in contanten en 2,9 miljoen eigen aandelen. Het hoofdkantoor van Treif staat in Oberlahr. Er werken circa 500 mensen en de omzet is zo'n 80 miljoen euro op jaarbasis. Treif heeft activiteiten in Europa, de Verenigde Staten en de Volksrepubliek China. Dit is de op een na  grootste overname door Marel, alleen de bedrijfsonderdelen van Stork waren nog groter.
In juni 2022 werd Wenger Manufacturing overgenomen voor 540 miljoen dollar. Dit Amerikaanse bedrijf is een fabrikant van verwerkingsapparatuur die zich richt op huisdiervoeding, plantaardige eiwitten en visvoer. Voor Marel is dit een nieuwe activiteit. Wenger heeft een omzet van zo'n 180 miljoen euro per jaar. Wenger is opgericht in 1935 en telde 500 medewerkers op het moment van de overname.
In november 2023 deed het Amerikaanse John Bean Technologies (JBT) een overnamebod op Marel. JBT levert installaties voor de voedings- en drankensector en is gevestigd in Chicago. JBT bood ongeveer 3,60 euro per aandeel, in geld, aandelen JTB of een combinatie van de twee.